# العلاقات النرويجية الكيريباتية
العلاقات النرويجية الكيريباتية هي العلاقات الثنائية التي تجمع بين النرويج وكيريباتي.

## مقارنة بين البلدين
هذه مقارنة عامة ومرجعية للدولتين:
| وجه المقارنة                                              | النرويج                                                   | كيريباتي                        |
| --------------------------------------------------------- | --------------------------------------------------------- | ------------------------------- |
| المساحة (كم2)                                             | 385.21 ألف                                                | 811                             |
| عدد السكان (نسمة)                                         | 5.33 مليون                                                | 116.40 ألف                      |
| الكثافة السكانية (ن./كم²)                                 | 13.84                                                     | 14.35 ألف                       |
| العاصمة                                                   | أوسلو                                                     | جنوب تاراوا                     |
| اللغة الرسمية                                             | بوكمول، لغات السامي، نينوشك، اللغة النرويجية              | لغة إنجليزية، اللغة الكيريباتية |
| العملة                                                    | كرونة نروجية                                              | دولار كريباتي، دولار أسترالي    |
| الناتج المحلي الإجمالي (بليون دولار)                      | 398.83 مليار                                              | 196.15 مليون                    |
| الناتج المحلي الإجمالي (تعادل القوة الشرائية) بليون دولار | 322.23 مليار                                              | 224.26 مليون                    |
| الناتج المحلي الإجمالي الاسمي للفرد دولار أمريكي          | 74.40 ألف                                                 | 1.42 ألف                        |
| الناتج المحلي الإجمالي للفرد دولار أمريكي                 | 65.61 ألف                                                 | 1.81 ألف                        |
| مؤشر التنمية البشرية                                      | 0.944                                                     | 0.590                           |
| رمز المكالمات الدولي                                      | +47                                                       | +686                            |
| رمز الإنترنت                                              | .no                                                       | .ki                             |
| المنطقة الزمنية                                           | ت ع م+01:00، ت ع م+02:00، توقيت وسط أوروبا، أوروبا/أوسلو ‏ |                                 |

## منظمات دولية مشتركة
يشترك البلدان في عضوية مجموعة من المنظمات الدولية، منها:
| علم المنظمة | اسم المنظمة                   | تاريخ انضمام النرويج | تاريخ انضمام كيريباتي |
| ----------- | ----------------------------- | -------------------- | --------------------- |
|             | منظمة حظر الأسلحة الكيميائية  | ?                    | ?                     |
|             | الأمم المتحدة                 | 27 نوفمبر 1945       | 14 سبتمبر 1999        |
|             | مؤسسة التمويل الدولية         | 20 يوليو 1956        | 2 أكتوبر 1986         |
|             | يونسكو                        | 4 نوفمبر 1946        | 24 أكتوبر 1989        |
|             | مؤسسة التنمية الدولية         | 24 سبتمبر 1960       | 2 أكتوبر 1986         |
|             | بنك التنمية الآسيوي           | 1966                 | 1974                  |
|             | البنك الدولي للإنشاء والتعمير | 27 ديسمبر 1945       | 29 سبتمبر 1986        |
|             | الاتحاد البريدي العالمي       | ?                    | ?                     |
|             | الاتحاد الدولي للاتصالات      | 1866                 | 3 نوفمبر 1986         |

## وصلات خارجية
- موقع وزارة الخارجية النرويجية